# Mackford (Wisconsin)
Mackford es un pueblo ubicado en el condado de Green Lake en el estado estadounidense de Wisconsin. En el Censo de 2010 tenía una población de 560 habitantes y una densidad poblacional de 6,31 personas por km².

## Geografía
Mackford se encuentra ubicado en las coordenadas 43°40′11″N 88°56′45″O / 43.66972, -88.94583. Según la Oficina del Censo de los Estados Unidos, Mackford tiene una superficie total de 88.68 km², de la cual 86.49 km² corresponden a tierra firme y (2.46%) 2.19 km² es agua.

## Demografía
Según el censo de 2010, había 560 personas residiendo en Mackford. La densidad de población era de 6,31 hab./km². De los 560 habitantes, Mackford estaba compuesto por el 92.86% blancos, el 0.54% eran afroamericanos, el 0% eran amerindios, el 1.61% eran asiáticos, el 0.18% eran isleños del Pacífico, el 4.11% eran de otras razas y el 0.71% pertenecían a dos o más razas. Del total de la población el 6.61% eran hispanos o latinos de cualquier raza.